# 5710 Silentium
Az 5710 Silentium (ideiglenes jelöléssel 1977 UP) a Naprendszer kisbolygóövében található aszteroida. Paul Wild fedezte fel 1977. október 18-án.